# Gökhan Saki
Gökhan Saki (n. 18 octombrie 1983, Schiedam, Olanda de Sud, Țările de Jos) este un luptător de arte marțiale mixte și fost kickboxer turco-neerlandez de categoarie grea din Olanda, care luptă pentru clubul Mike's Gym din Amsterdam. El este dublu campion al Țărilor de Jos și Europei la Muay Thai, finalist al turneului K-1 World GP 2006 în Amsterdam și campion în K-1 World Grand Prix 2008 în Hawaii. Este primul luptător turc din istorie care deține un titlu în K-1. În ianuarie 2013, Saki era clasat pe poziția #3 printre ”grei” de către LiverKick.com.